# Desporto olímpico
Os desportos olímpicos (português europeu) ou esportes olímpicos (português brasileiro) compreendem todos os esportes já disputados nos Jogos Olímpicos de Verão e de Inverno. Até 2008, havia 26 esportes, 36 disciplinas e cerca de 300 eventos no programa dos Jogos de Verão e 7 esportes, 15 disciplinas e cerca de 80 eventos nos Jogos de Inverno.

## Esportes, modalidades e eventos
Para efeito de competição olímpica, o Comitê Olímpico Internacional (COI) faz uma distinção entre "esporte" e "modalidade". Um esporte, nos termos olímpicos, é uma modalidade ou um conjunto de modalidades representado por uma Federação Internacional. Por exemplo, os desportos aquáticos, representados nos Jogos Olímpicos pela Federação Internacional de Natação, são modalidades dos Jogos Olímpicos de Verão que incluem natação, saltos ornamentais, nado sincronizado e polo aquático. Patinação, representada pela União Internacional de Patinação, é um esporte dos Jogos de Inverno que inclui patinação artística, patinação de velocidade em pista longa e patinação de velocidade em pista curta.
As medalhas são concedidas por evento; pode haver um ou mais eventos por esporte ou disciplina. De fato, com a retirada do beisebol e do softbol dos Jogos de Verão, toda modalidade/disciplina olímpica tem pelo menos dois eventos.
Durante o século XX, esportes de demonstração foram incluídos nos Jogos, geralmente para promover um esporte não-olímpico popular no país sede, ou para testar o interesse e o apoio de determinado esporte. Alguns esportes, como o curling, foram posteriormente adicionados ao programa oficial. Isso mudou quando o COI decidiu, em 1989, eliminar esportes de demonstração dos Jogos a partir de 1992. Apesar de esportes de demonstração não serem incluídos desde então, como alternativa o Comitê Organizador dos Jogos Olímpicos de Verão de 2008 recebeu permissão para organizar um torneio de Wushu durante os Jogos.

### Mudanças

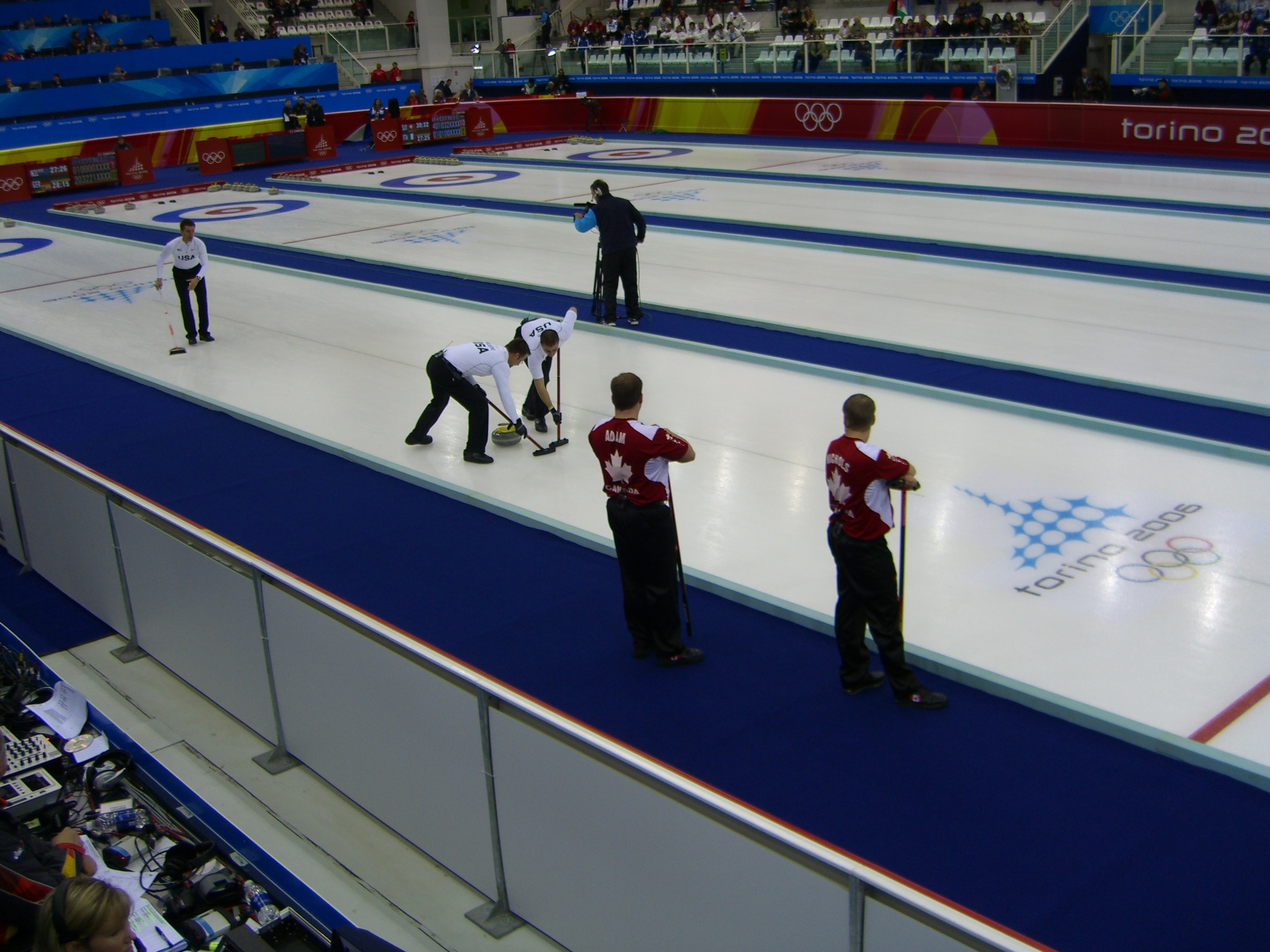
Curling virou esporte olímpico em Nagano 1998.

Um esporte é incluído no programa dos Jogos se o COI determina que ele é largamente praticado ao redor do mundo, ou seja, o número de países que competem reflete a popularidade do esporte. Os requisitos do COI também refletem a participação do esporte no mundo - são mais estritos para homens (que representam a maior parte dos atletas) e para esportes de verão (já que mais nações participam dos Jogos de Verão). Os esportes também não devem contar com propulsão mecânica (embora tenha havido uma competição de motonáutica nos Jogos de Londres 1908).
Edições anteriores dos Jogos incluíram esportes que não fazem parte do programa atual, como polo e cabo de guerra. Esses esportes, conhecidos como "esportes descontinuados", foram mais tarde removidos tanto por causa da queda do interesse quanto pela falta de federação internacional.

### Desde 2000
Em 11 de julho de 2005, o COI votou por retirar beisebol e softbol do programa dos Jogos Olímpicos de Verão de 2012, em Londres, uma decisão que foi confirmada em 9 de fevereiro de 2006. Com a retirada desses dois esportes,o Comitê Executivo do COI,indicou o golfe e o rugby (na versão Sevens) para integrar o programa a partir dos Jogos de Verão de 2016. A decisão final foi tomada no Congresso Olímpico em 9 de outubro de 2009 em Copenhague, com a aprovação da entrada dos dois novos esportes. e assim o programa olímpico de verão retornou a ter 28 esportes.
Em fevereiro de 2013, o COI considerou remover um esporte do programa para adicionar um outro esporte. O pentatlo moderno e o taekwondo foram considerados esportes vulneráveis, mas a entidade decidiu remover a luta olímpica. Em 8 de setembro do mesmo ano, a luta foi adicionada ao programa dos Jogos de Verão de 2020 e 2024. Dois dias antes da cerimônia de abertura dos Jogos Olímpicos de Verão de 2016, a entidade decidiu adicionar cinco esportes no programa dos Jogos Olímpicos de Verão de 2020: o retorno do beisebol/softbol, caratê, escalada, surfe e skate.

### Esportes reconhecidos
Muitos esportes não são incluídos no programa olímpico, mas são reconhecidos pelo COI. A qualquer momento, um esporte reconhecido pode ser adicionado no programa dos próximos Jogos através de uma recomendação da Comissão de Programa Olímpico do COI seguida de uma votação da Assembleia do COI. Esportes reconhecidos não fazem parte da agenda dos Jogos Olímpicos, sendo parte da agenda dos Jogos Mundiais.
São esportes reconhecidos pelo COI:
| - Bandy - Bilhar - Boliche (bowling) - Boules - Bridge - Cabo de guerra - Corfebol - Críquete - Dança esportiva | - Esportes aéreos - Esportes subaquáticos - Esqui aquático - Floorball - Golfe - Motociclismo - Motonáutica - Netball - Orientação - Esportes sobre patins | - Pelota basca - Polo - Raquetebol - Rugby - Salvamento - Squash - Sumô - Wushu - Xadrez |

## Jogos Olímpicos de Verão
Nos primeiros Jogos, nove esportes foram disputados. Desde então, o número de esportes disputados aumentou gradativamente até o nível de 28 no programa de 2000-2008. Em 2012 o número caiu para 26, voltando a subir em 2016.
Para um esporte ser incluído no programa olímpico dos Jogos de Verão (mas não necessariamente ser disputado nos Jogos), precisa ser praticado por pelo menos 70 países (50 no caso de esportes femininos) em pelo menos quatro continentes.

### Programa atual
Os seguintes esportes fizeram parte do programa dos Jogos Olímpicos de Verão de 2020.
- Atletismo
- Badminton
- Basquetebol
- Basquetebol 3x3
- Beisebol
- Boxe
- Canoagem de velocidade
- Canoagem slalom
- Caratê
- Ciclismo BMX
- Ciclismo BMX Freestyle
- Ciclismo de estrada
- Ciclismo de montanha
- Ciclismo de pista
- Escalada esportiva
- Esgrima
- Futebol
- Ginástica artística
- Ginástica de trampolim
- Ginástica rítmica
- Golfe
- Halterofilismo
- Handebol
- Hipismo
- Hóquei sobre grama
- Judô
- Lutas
- Maratona aquática
- Natação artística
- Natação
- Pentatlo moderno
- Polo aquático
- Remo
- Rugby sevens
- Saltos ornamentais
- Skate
- Softbol
- Surfe
- Taekwondo
- Tênis
- Tênis de mesa
- Tiro
- Tiro com arco
- Triatlo
- Vela
- Voleibol
- Voleibol de praia

Para o programa dos Jogos Olímpicos de Verão de 2024, o beisebol, o softbol e o caratê foram excluídos e o breakdance fará sua estreia.

### Esportes descontinuados
Os seguintes esportes já fizeram parte do programa olímpico, mas não estão no programa atual.
| - Cabo de guerra - Críquete - Croquet - Hóquei no gelo (segue nos Jogos de Inverno) | - Jeu de paume - Lacrosse - Motonáutica - Patinação artística (segue nos Jogos de Inverno) - Pelota basca | - Polo - Raquetes - Roque |

### Esportes de demonstração
Os esportes a seguir já foram disputados como demonstração, mas nunca fizeram parte do programa oficial:
| - Futebol americano (1904 e 1932) - Futebol australiano (1956) - Balonismo (1900) - Boliche (1988) - Boules (1900) - Budô (1964) - Pesapalö (1952) | - Glíma (1912) - Voo sem motor (1936) - Kaatsen (1928) - Corfebol (1920 e 1928) - La canne (1924) - Surf e salvamento (1900) - Longue paume (1900) | - Esporte a motor (1900) - Hóquei em patins (1992) - Savate (1924) - Ginástica sueca (1948) - Musculação com halteres (1904) - Esqui aquático (1972) |

## Jogos de Inverno

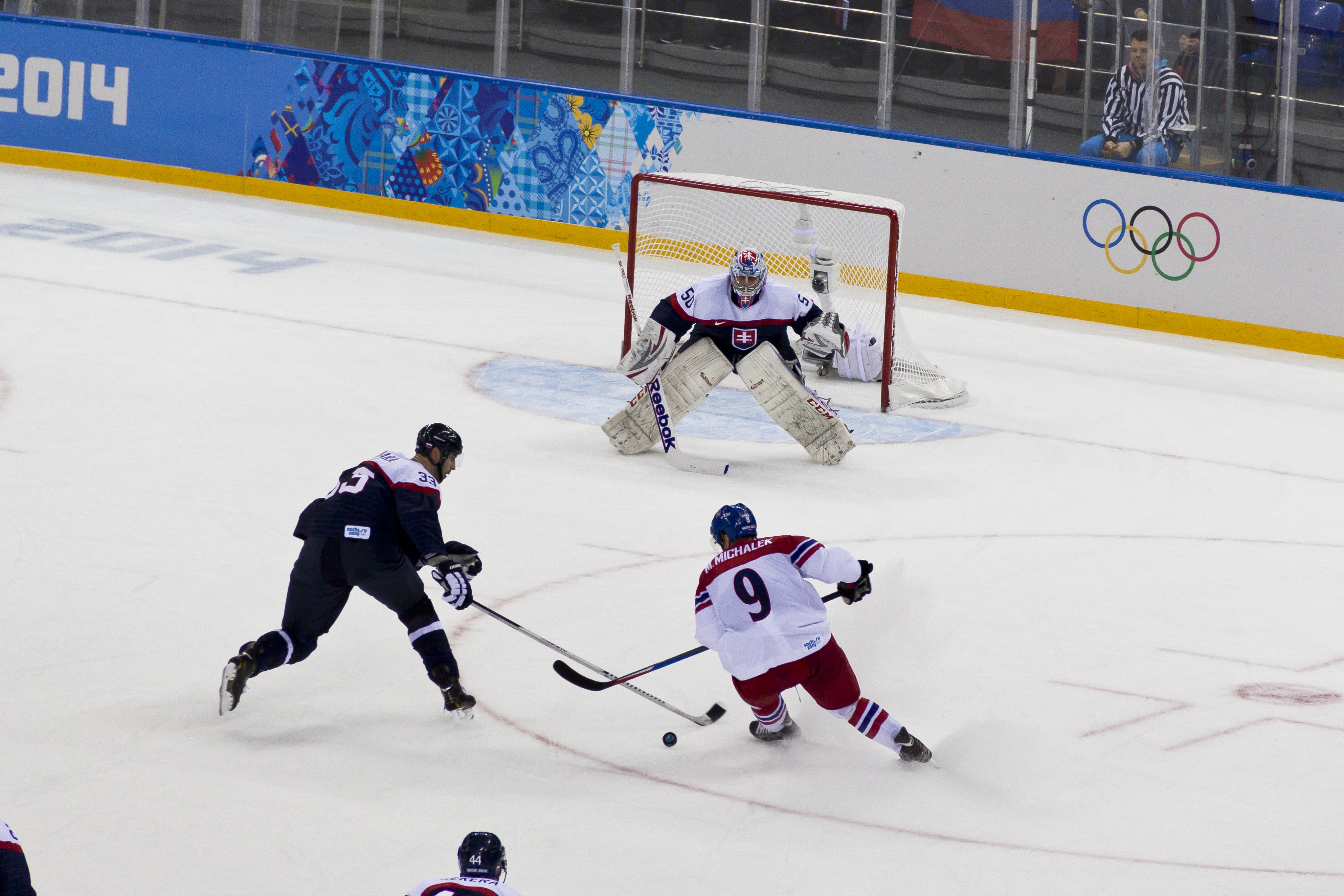
O hóquei no gelo foi introduzido nos Jogos de Verão de 1920 sendo posteriormente transferido para os Jogos de Inverno em 1924.

Antes de 1924, quando os primeiros Jogos de Inverno foram realizados, esportes praticados no gelo, como patinação artística e hóquei fizeram parte dos Jogos de Verão. Esses dois esportes fizeram suas estreias em 1908 e 1920, respectivamente, mas foram permanentemente integrados ao programa dos Jogos de Inverno logo em sua primeira edição. A Semana Internacional dos Esportes de Inverno, posteriormente batizada de I Jogos Olímpicos de Inverno e reconhecida pelo COI, consistiu de nove esportes. Desde então, o número de esportes nos Jogos de Inverno foi caindo até alcançar os atuais sete esportes, com suas quinze modalidades.
Um esporte (ou disciplina) precisa ser largamente praticado em pelo menos 25 países de três continentes para fazer parte do programa olímpico.

### Programa atual
Os seguintes esportes fizeram parte do programa dos Jogos Olímpicos de Inverno de 2014.
| - Biatlo - Bobsleigh - Combinado nórdico - Curling - Esqui alpino | - Esqui cross-country - Esqui estilo livre - Hóquei no gelo - Luge - Patinação artística | - Patinação de velocidade - Patinação de velocidade em pista curta - Salto de esqui - Skeleton - Snowboard |

### Esportes de demonstração
Os esportes a seguir já foram disputados como demonstração, mas nunca fizeram parte do programa oficial:
| - Bandy (1952) - Esqui alpino paralímpico (1984 e 1988) - Esqui cross-country paralímpico (1988) - Icestock (1936 e 1964) | - Patrulha militar (1928, 1936 e 1948) - Esqui acrobático (1988 e 1992) - Skijoring (1928) | - Corrida de trenó (1932) - Esqui de velocidade (1992) - Pentatlo de inverno (1948) |

A patrulha militar foi um evento oficial do esqui nos Jogos de 1924, mas o COI atualmente o considera evento do biatlo naqueles Jogos, e não um esporte separado. Esqui acrobático, da mesma forma, foi um evento de demonstração fora do programa do esqui estilo livre.

## Olimpíadas da Juventude
Os Jogos Olímpicos da Juventude usam essencialmente os mesmos esportes da versão sênior, mas respeitando as regras das categorias de base dos mesmos. Os esportes podem ser adaptados às infraestruturas de cada cidade-sede. Nos de Verão de 2010, o nado sincronizado e o pólo aquático foram removidos e a organização local optou pela realização de um torneio de voleibol de quadra. Há igualmente alterações dentro de cada esporte, como no basquetebol, que usa o formato 3x3; ou no pentatlo, que elimina a parte de hipismo. enquanto o atletismo tem algumas modificações, como a distância menor da marcha atlética ou a ausência da maratona.
Em Buenos Aires 2018 serão adicionados ao programa o BMX freestyle, kitesurf, cross-country, handebol de praia, escalada, caratê e o breakdance. Além desses novos eventos, estes jogos terão em seus pilares a igualdade de gênero no número de eventos. A Federação Internacional de Futebol também decidiu que o futsal irá substituir o futebol como modalidade integrante, marcando a primeira vez dessa versão em um evento olímpico e o primeiro torneio de futsal feminino internacional sob tutela da entidade. A mais recente adição ao programa dos jogos foi a incorporação da patinação sobre rodas.
Nos Jogos Olímpicos de Inverno da Juventude, o hóquei no gelo, por exemplo, tem quatro eventos: além dos torneios por equipe nos dois naipes, há uma competição de habilidades individuais para rapazes e moças. Na segunda edição, em 2016, o curling foi disputado por equipes e duplas mistas. Já no luge e nas provas da patinação existem eventos em que participam times de CON's mistos que permitem a atletas de vários países competir num mesmo evento.

### Lista dos esportes de Verão
Esta lista está conforme os esportes praticados nas Olimpíadas de Verão da Juventude de 2014, e contando com as novidades de 2018.
| - Atletismo - Badminton - Basquetebol (1) - Boxe - Canoagem - Ciclismo (2) - Esgrima - Futebol | - Ginástica (3) - Golfe - Halterofilismo - Handebol - Handebol de praia - Hipismo - Hóquei sobre a grama - Judo | - Vela - Lutas - Natação - Pentatlo moderno - Remo - Rugby sevens - Saltos ornamentais - Taekwondo | - Ténis - Ténis de mesa - Tiro - Tiro com arco - Triatlo - Vela - Voleibol de praia |

Nota 2:  Existem provas combinadas de BMX, ciclismo de montanha e ciclismo de estrada; em 2018 estreia do BMX freestyle;
Nota 3:  Ginástica artística, ginástica rítmica e ginástica de trampolim.

### Lista dos esportes de Inverno
Esta lista inclui os esportes previstos para as Olimpíadas de Inverno da Juventude de 2016.
| - Biatlo - Bobsleigh - Combinado nórdico - Curling - Esqui alpino - Esqui cross-country - Esqui estilo livre (1) | - Luge - Hóquei no gelo - Patinação artística - Patinação de velocidade - Patinação de velocidade em pista curta - Salto de esqui - Skeleton |

Nota 1:  Esqui no formato de snowboard;